# Големо-Село
Големо-Село (болг. Големо село) — село в Болгарии. Находится в Кюстендилской области, входит в общину Бобов-Дол. Население составляет 485 человек.

## Политическая ситуация
В местном кметстве Големо-Село, в состав которого входит Големо-Село, должность кмета (старосты) с 2011 г. исполняет Васил Стоянов Васев (партия АТАКА) по результатам выборов.
Кмет (мэр) общины Бобов-Дол — Кирил Станчев (партия Лидер) по результатам выборов.

## История
В 1973—1975 годах в юго-западной части села была построена Бобовдолская ТЭС.